# 池城安憲
池城親方安憲（いけぐすくうぇーかたあんけん、1635年10月29日 - 1695年8月30日）は、琉球王国の官僚。唐名は毛国珍（もう　こくちん）を名乗った。沖縄三十六歌仙の一人。
毛氏池城殿内と称される貴族家系に生まれる。池城安成の長男であり、後に毛氏池城殿内の6代目当主となる。
1670年から1690年にかけては、三司官を務めた。数回にわたって薩摩に派遣された。また1683年には、尚貞王の爵位を授けられるため、国場親雲上と共に清国に派遣された。
和歌の名手であり、沖縄三十六歌仙の一人である。
の和歌で知られている。